# SBB Fb 4/4 366–369

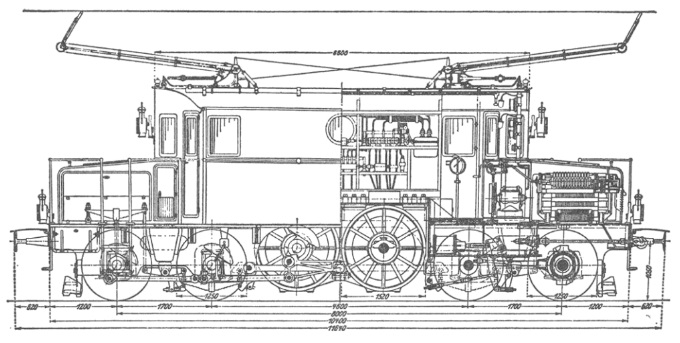
Fb 4/4 Typenskizze

Die noch von der Brown, Boveri & Cie. (BBC) 1907 und 1908 hergestellten Lokomotiven 366 und 367 bedeuteten einen Fortschritt gegenüber den vorangehend für den Drehstrombetrieb Brig–Iselle gelieferten Maschinen bezüglich der Leistung und der Technik. Sie waren erstmals mit Kurzschlussläufern in den Drehstrommotoren ausgerüstet, so dass die Schleifringe zur Erregung des Rotors entfallen konnten. Die Fahrmotorleistung von je 850 kW war bisher bei Elektrolokomotiven noch nie erreicht worden. Die Lokomotiven leisteten 1700 PS (1250 kW) und waren bei ihrer Ablieferung die leistungsfähigsten elektrischen Triebfahrzeuge der Schweiz.
Dank den vier möglichen Dauerfahrgeschwindigkeiten von 28, 37, 56 und 74 km/h war ein wesentlich elastischerer Betrieb möglich als mit nur zwei Geschwindigkeiten der vorangehend gelieferten Lokomotiven. Die vier Geschwindigkeitsstufen wurden durch Polumschaltung der zwei Wicklungen der Ständer erreicht und waren wie die Wendeschalter mit Druckluft-Stellmotoren versehen.
Für die Beschränkung der Anfahrströme bis zum Erreichen der jeweiligen Dauerfahrgeschwindigkeitendiente dient ein Transformator mit Stufenschalter. Damit und wegen der grösseren Anzahl fester Geschwindigkeiten war der Wirkungsgrad dieser Maschinen etwas besser als bei den vorangehenden Fb 3/5. Die elektrische Ausrüstung war doppelt vorhanden, so dass bei einer Störung mit halber Leistung weitergefahren werden konnte. Ein Umformer erzeugte Gleichspannung zum Laden einer Batterie, womit die Beleuchtung betrieben wurde.
Der mechanische Teil dieser bis 1920 als Fb 4/4 Nr. und von 1920 bis 1921 als Be 4/4 bezeichneten Lokomotiven mit der Achsfolge D stammte von der Schweizerische Lokomotiv- und Maschinenfabrik (SLM) in Winterthur. Um das ganze Gewicht der vierachsigen Lokomotive für die Adhäsion auszunutzen, wurde auf Laufachsen verzichtet. Die beiden äussersten Kuppelachsen waren als kurvenbewegliche Klien-Lindner-Hohlachsen ausgebildet. Die zwei tief gelagerten Fahrmotoren übertrugen ihr Drehmoment über einen Kuppelrahmen und Kuppelstangen auf die vier Kuppelachsen.
Als der Drehstrombetrieb von Brig nach Sion ausgedehnt wurde und der Bedarf an Lokomotiven anstieg, wurde auf eine Neuentwicklung verzichtet. BBC und SLM lieferten 1919 mit den Maschinen 368 und 369 zwei weitere Exemplare des bewährten Typs.
Nach der Einstellung des Drehstrombetriebs wurden alle Drehstromlokomotiven bis auf die Be 3/5 365 abgebrochen. Diese Maschine wurde von der BBC mit der Absicht zurückgekauft, mit Quecksilberdampf-Gleich- und Wechselrichter eine Umrichterlokomotive zu bauen. Der Kupfermangel während des Zweiten Weltkriegs führte jedoch zum Abbruch der Maschine.